# يان كارلسون (عداء سريع)
يان كارلسون (بالسويدية: Jan Carlsson)‏ هو عداء سريع سويدي، ولد في 10 أكتوبر 1930 في غوتنبرغ في السويد، وتوفي في 16 يناير 1979.